# 1990: I guerrieri del Bronx
1990: I guerrieri del Bronx is een Italiaanse film uit 1982, geregisseerd en deels geschreven door Enzo G. Castellari. De hoofdrollen werden vertolkt door Vic Morrow, Christopher Connelly en Fred Williamson.

## Verhaal
De film speelt zich af in een post-apocalyptisch New York. The Bronx is het strijdtoneel geworden van verschillende gewelddadige straatbendes. Centraal staat Hammer, een politieagent die moet infiltreren in The Bronx. Hij doet dit in opdracht van een rijke industrieel, wiens dochter partij heeft gekozen voor de straatbendes. Ze wordt beschermd door Trash, de leider van een groep motorrijders.

## Cast
| Acteur                    | Personage     | Opmerkingen           |
| ------------------------- | ------------- | --------------------- |
| Vic Morrow                | Hammer        |                       |
| Christopher Connelly      | Hot Dog       |                       |
| Fred Williamson           | de Ogre       |                       |
| Mark Gregory              | Trash         |                       |
| Stefania Girolami Goodwin | Ann           | als Stefania Girolami |
| Ennio Girolami            | Samuel Fisher | als Enio Girolami     |
| George Eastman            | Golan         |                       |
| Joshua Sinclair           | Ice           | als John Loffredo     |
| Betty Dessy               | Witch         |                       |
| Rocco Lerro               | Hawk          |                       |
| Massimo Vanni             | Blade         |                       |
| Angelo Ragusa             | Leech         |                       |
| Enzo G. Castellari        | Vicepresident | als Enzo Girolami     |

## Achtergrond
Buiten Italië is de film uitgebracht onder de titels 1990: The Bronx Warriors en Bronx Warriors.
De filmcrew kreeg geen toestemming om de straten van The Bronx af te laten sluiten voor verkeer tijdens de opnames. Derhalve kan men op de achtergrond vaak gewoon verkeer zien langsrijden.